# بادنهایم
بادنهایم (به آلمانی: Badenheim) یک شهر در آلمان است که در ماینتس-بینگن واقع شده‌است. بادنهایم  ۵۶۴ نفر جمعیت دارد.